# Udamopyga
Udamopyga is een vliegengeslacht uit de familie van de dambordvliegen (Sarcophagidae).

## Soorten
- U. niagarana (Parker, 1918)
- U. palomarana Dodge, 1967